# Flightcase
Flightcases sind stabile Kisten oder Koffer zum sicheren Transport von Geräten und Ausrüstung.

## Verbreitung
- Musik-, Film-/Video- und Fotobranche
- Veranstaltungstechnik (VA-Technik)
- Messebau
- Medizintechnik
- Maschinenbau
- Rennsport
- mobiles Catering

## Bauart

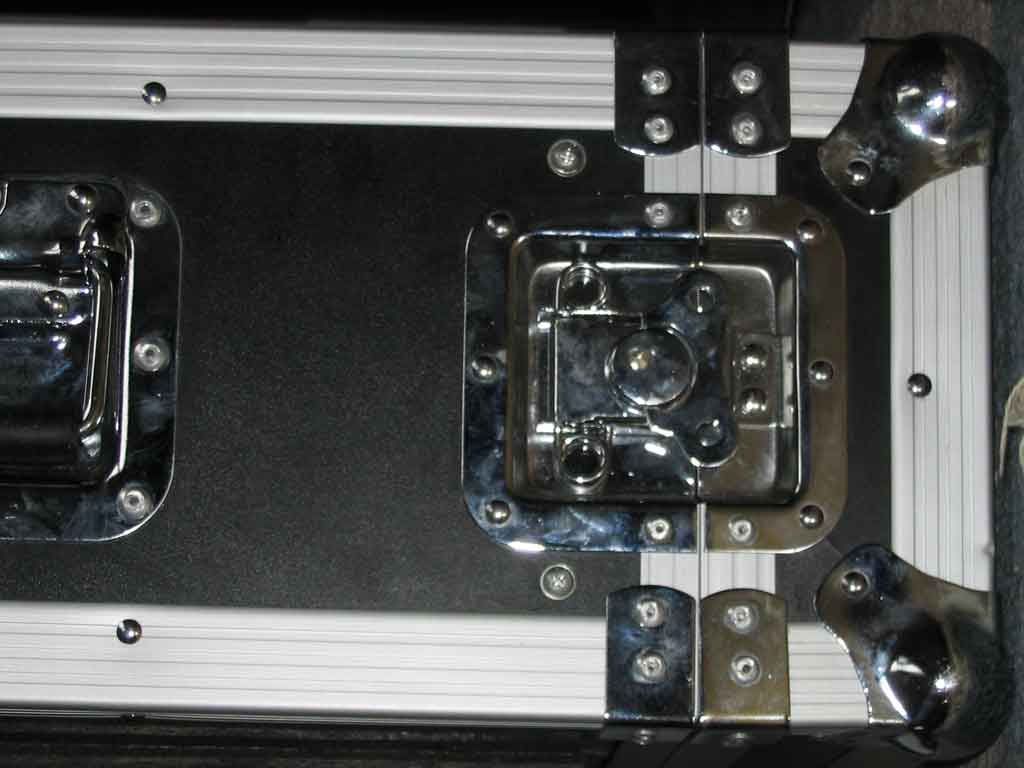
Butterfly-Verschluss

Flightcases werden hauptsächlich aus beschichtetem Multiplexholz mit vernieteten Kanten aus Aluminium-Profilen und Stahl-Kugelecken gebaut. Die Deckel werden meist von mehreren sogenannten Butterfly-Verschlüssen gehalten (stabiler Zug- und Drehmechanismus). Butterflys und Klapptragegriffe sind zum Schutz vor Beschädigung in Einbauschalen montiert und stehen nicht über.
Häufig haben größere Flightcases festmontierte Rollen, die den Transport erleichtern. Im Allgemeinen werden blaue 100-mm-Lenk-Rollen mit weicher Lauffläche eingesetzt. In der Veranstaltungsbranche werden diese Bluewheels genannt. Es gibt jedoch auch stärker belastbare Rollen, zum Beispiel 125-mm-Greenwheels der gleichen Bauart oder Schwerlastrollen mit Alu-Radkörper und Hartkunststoff-Laufflächen. Im Allgemeinen werden ungebremste Lenkrollen eingesetzt, in den letzten Jahren werden häufig jedoch zwei Rollen in vollgebremster Ausführung (Bremse blockiert Rad und Lenkung) montiert. Diese Rollen tragen in manchen Fällen bis zu 3 Tonnen und sind dank der Stahl-Kugellager sehr belastbar.
Flightcases werden oft auf den zu transportierenden Inhalt optimiert und nach Maß angefertigt. Für weit verbreitete Geräte (z. B. bestimmte Mischpulte, Keyboards, (Gitarren-)Combos, PAR-Scheinwerfer, Moving-Head-Scheinwerfer, Plasma-, LED- und TFT-Bildschirme, Lautsprecher-Boxen) werden auch vorproduzierte Cases angeboten.

## Material
Für spezielle Fälle können, anstelle der Holzplatten, auch andere, aus dem Bauwesen bekannte Plattenmaterialien verwendet werden. Zum Beispiel kann Metall für eine bessere passive Kühlung des Caseinhaltes verwendet werden, Kunststoff kann das Gewicht reduzieren oder jede Art von Sandwichpaneele eröffnen weitere maßgefertigte Anwendungen.

## Flightcaseähnliche Bauarten
In letzter Zeit gibt es auch vermehrt leichtgewichtigere Versionen aus vorgeformtem Kunststoff mit Aluminiumkanten oder Softcases aus gepolstertem Stoff.
Eine weitere Variante ist der Bau von Cases ohne Aluminiumprofile. Diese Bauart ist zwar kostengünstiger und einfacher herzustellen, da die teuren Aluminiumteile entfallen, bringt jedoch entscheidende Nachteile mit sich. Um eine hohe Stabilität zu erreichen, werden Sperrhölzer ab einer Stärke von 15 mm verwendet, die ggf. mit Filzteppich bespannt werden. Diese haben ein sehr hohes Eigengewicht. Zudem ist solch ein Case nicht so stabil wie ein „richtiges“ Flightcase.

## Bauformen

### Truhencase
Ein Case mit hohem Boden und flachem Deckel bezeichnet man als Truhencase. Truhen haben häufig Trennwände, die auch durch Einschub in Nuten flexibel sein können. Auch eine Bauform als Aktenkoffer entspricht in den Grundzügen einer kleinen Truhe. Truhen gibt es mit aufstellbarem (Scharnier)-Deckel oder mit abnehmbarem Deckel.

### Haubencase
Ein Case mit flachem Boden und hohem Deckel bezeichnet man als Haubencase. Diese Bauart eignet sich immer dann, wenn das zu transportierende Gut für die Entnahme aus einer (tiefen) Truhe zu schwer oder zu sperrig wäre. Damit kann beispielsweise ein transportiertes Gerät während des Gebrauches in der flachen Bodenschale verbleiben.
Ansonsten ähneln sich Truhe und Haube in der Ausstattung.

### Schränke (umgangssprachlich meistRacks)

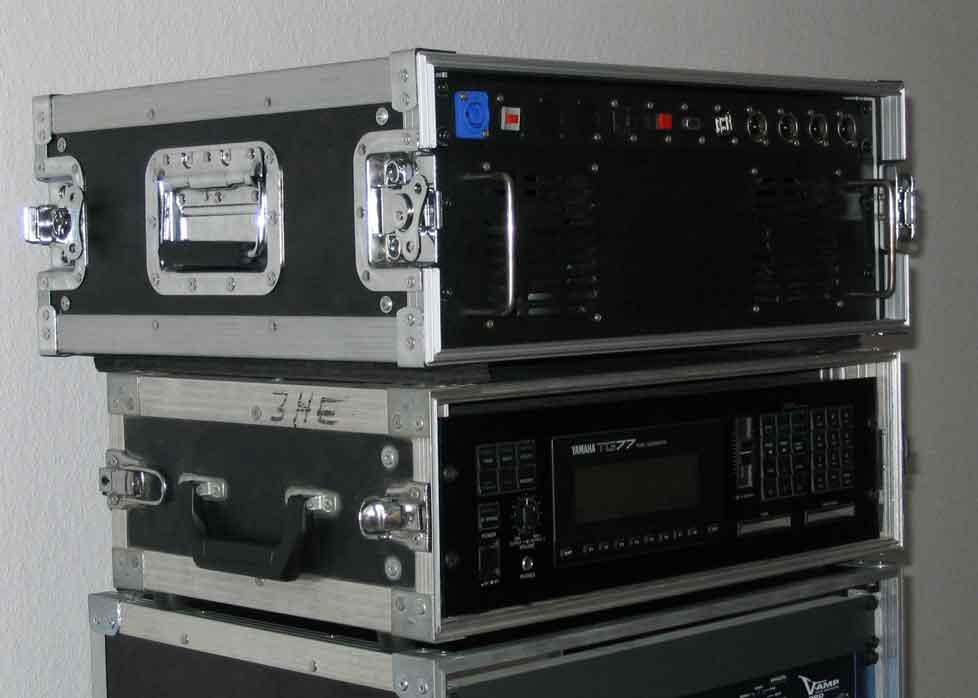
Kleine Racks (Flightcases) für einzelne Geräte. 3 HE und 4 HE (HE = HöhenEinheit)

Schränke werden meist als 19″-Racks gebaut, doch gibt es sie auch in Form von Schubladenschränken oder einfach nur mit Fachböden. Bei der großen Flexibilität der Produkte gibt es natürlich auch Kombinationen der verschiedenen Unter-Bauarten.
Für das Aufbewahren und Transportieren von Geräten im standardisierten Rack-Format werden im mobilen Einsatz in der Regel Flightcases verwendet. Diese Flightcase-Racks gibt es mit einem oder zwei abnehmbaren Deckeln (vorne und hinten), die etwa das Ausführen von Kabeln erlauben. Man bezeichnet sie als Singledoor- oder Doubledoor-Rack.
Solche Racks haben den Vorteil, dass die meist eingeschraubten 19″ (siehe Zoll) breiten Geräte (Normmaß) für den mobilen Betrieb nicht ein- und ausgepackt werden müssen, sondern im Case verbleiben können. Meist sind die eingebauten Geräte in einem größeren Verbund rückseitig schon verkabelt, was eine Material- (kurze Kabel) und Zeitersparnis gegenüber einzeln aufgestellten Geräten ergibt. Ein Beispiel dafür ist die Montage mehrerer vorverkabelter Effektgeräte in der Tontechnik in einem Rack, das schnell aufgestellt, angeschlossen und in Betrieb genommen werden kann (z. B. das sogenannte Siderack, das an der Seite des Mischpultes seinen Platz hat).
Die Höhe eines Racks wird in Höheneinheiten (HE) gemessen. Eine Höheneinheit entspricht 1¾ Zoll = 44,45 mm.

### L-Rack
Als Spezialfall könnte man das sogenannte L- oder Winkelrack bezeichnen. Hier werden vom Flightcase zwei oder drei im 90°-Winkel verbundene Seiten abgenommen, sodass man die Ober- und Vorderseite bedienen kann (z. B. oben Mischpult, vorne Effektgeräte).
U-Rack
Dies ist sozusagen ein Spezialfall vom Spezialfall L-Rack. Meist verwendet, wenn drei Seiten des Racks zugänglich sein müssen. Beispiel. Vorn Geräte, hinten Anschlussfelder und oben eine Patchbay. Hier ist eine kostengünstige Alternative oft ein Haubencase, bei dem in einer Bodenschale die benötigten Seitenwände eingebaut werden.

### Trolleycase
Von der Form her ein üblicher Trolley, nur als stabiles Flightcase gebaut; die Tragfähigkeit ist in der Regel aber begrenzt.

## Herstellung
Flightcases werden überwiegend von kleineren Firmen hergestellt. Der Markt entwickelt sich rapide, da sich insbesondere Kunden aus dem industriellen Sektor zunehmend für Cases zum Transport ihrer Produkte interessieren.

### Nennenswerte Entwicklungen mit hohem Standard
- 60 cm Lademaß: Cases werden häufig mit einer Außenbreite von 60 cm hergestellt, da vier Cases nebeneinander die Innenbreite von LKW-Koffern ergeben. Die Höhe und Länge der Cases bleibt aber meist an den Case-Inhalt angepasst. Trotzdem ist hierdurch für die Veranstaltungsbranche der Vorteil gegeben, schneller laden zu können.
- 19″-Rackmodule: 19″-Racks zum Stapeln. Für den Transport sind in der Regel Außencases notwendig, die erhöhten Geräteschutz bieten. Rackmodule lassen sich sowohl in Truhen, als auch in Hauben-Cases mit schwingungsgedämpften Böden und in Double-Door-Schränke einpassen.
- Truhen gibt es auch mit flexiblen Trennwänden.
- Schubladen-System: flexible Schränke mit Lochreihen (wie im Möbelbau) für Innenausbauten mit Böden, Schubladen, 19″-Schienen und deren Kombinationen sind möglich.
- Packcase-Truhen im Rastermaß (passend für den LKW-Transport), die sich in verschiedenen Kombinationen auch auf (Halb-)EURO-Palettenformat stapeln lassen. Einzig die Höhe der Cases ist nicht auf ein Norm-Raster ausgelegt.

## Internationale Auflagen und Einfuhrbestimmungen
Da Flightcases oftmals für den Flugtransport verwendet werden und die Transportkoffer somit auch in andere Staaten eingeflogen werden, müssen hierbei spezielle Richtlinien beachtet werden. Innerhalb der EU ist die Einfuhr von Gütern in Holzkisten unproblematisch. Beim Export oder Import von Gütern in Holztransportkisten zwischen der EU und einem Nicht-EU-Staat muss das verwendete Holz den jeweiligen Richtlinien entsprechen. In diesem Fall handelt es sich bei den Auflagen um den sogenannten IPPC-Standard.

### IPPC-Standard ISPM Nr. 15
Der IPPC-Standard, genauer gesagt die ISPM (Internationale Standard Phytosanitärer Maßnahmen) Nr. 15, regelt die Bestimmungen für Holzverpackungsmaterialien. Diese Regelung dient der Vermeidung der Einfuhr von Schadorganismen in Holzmaterialien und ist somit hauptsächlich eine pflanzengesundheitliche Überwachungsmaßnahme, um die Verbreitung sämtlicher Schädlinge zu unterbinden. Innerhalb der EU finden diese Richtlinien keine Anwendung beziehungsweise sind nicht zwingend erforderlich.

### Ausnahmeregelung in der ISPM Nr. 15
In der ISPM Nr. 15 gibt es jedoch auch eine Ausnahmeregelung, welche bestimmte Hölzer/Materialien von diesen Auflagen befreit. Für den Bau von Flightcases kommende folgende dort gelistete Ausnahmen in Frage:
- Sperrholz
- Pressholz
- Holzverpackungen, die ausschließlich aus Holz mit einer Stärke von unter 6 mm gefertigt wurden.

Pressspanplatten werden im professionellen Flightcasebau in der Regel nicht verwendet, da sie langfristig nicht genügend Formstabilität aufweisen und die Transportkoffer sich verziehen könnten. Dennoch werden diese Materialien oftmals aufgrund ihres günstigen Anschaffungspreises für den Eigenbau (private Nutzung) von Flightcases herangezogen. Auch diese Flightcases können somit unproblematisch für den Transport in einen Nicht-EU-Staat genutzt werden.
Im professionellen Bereich werden die Transportkoffer meist aus Multiplexplatten, einer besonderen Ausführung von Sperrholz, gefertigt. Transportkoffer, die also von einem professionellen Flightcase-Hersteller bezogen wurden, können somit auch ohne zusätzliche Zertifikate für den internationalen Transport genutzt werden.